# ليك بارك (جورجيا)
ليك بارك (بالإنجليزية: Lake Park, Georgia)‏ هي مدينة تقع في مقاطعة لاونديز، جورجيا بولاية جورجيا في الولايات المتحدة. تبلغ مساحة هذه المدينة 3.8 (كم²)، وترتفع عن سطح البحر 48 م، بلغ عدد سكانها 549 نسمة في عام 2010 حسب إحصاء مكتب تعداد الولايات المتحدة.

## أعلام
- باول كارتر

## وصلات خارجية
- http://cityoflakeparkga.com/
- Cities & Counties - Georgia.gov